# Maurice Bulbulian
Maurice Bulbulian est un réalisateur, monteur, scénariste et acteur né le 22 juin 1938. Il a fait ses débuts à l'Office national du film du Canada en 1965 comme réalisateur de documents audiovisuels scientifiques.

## Filmographie

### comme Réalisateur
- 1968 : La P'tite Bourgogne[1]
- 1970 : Un lendemain comme hier
- 1971 : En ce jour mémorable
- 1972 : Dans nos forêts
- 1973 : Richesse des autres
- 1974 : Salvador Allende Gossens: un témoignage
- 1974 : La Revanche
- 1977 : On the Tobacco Road
- 1978 : Tierra y libertad
- 1978 : Les Délaissés
- 1978 : Ameshkuatan - Les sorties du castor
- 1982 : Cissin... 5 ans plus tard
- 1982 : Debout sur leur terre
- 1985 : Sur nos propres forces
- 1987 : L'Art de tourner en rond - 2e partie
- 1987 : L'Art de tourner en rond - 1re partie
- 1993 : L'Indien et la Mer
- 1997 : Chroniques de Nitinaht

### comme Monteur
- 1973 : Richesse des autres
- 1974 : La Revanche
- 1977 : On the Tobacco Road
- 1978 : Tierra y libertad
- 1987 : L'Art de tourner en rond - 2e partie
- 1987 : L'Art de tourner en rond - 1re partie
- 1993 : L'Indien et la Mer

### comme Scénariste
- 1993 : L'Indien et la Mer

### comme Acteur
- 1980 : Long Shot : French-Canadian Director